# История с ожерельем
«История с ожерельем» (англ. The Affair of the Necklace) — историческая драма 2001 года, режиссёр — Чарльз Шайер, основанная на реальных исторических событиях, описанных также в романе Александра Дюма «Ожерелье королевы».

## Сюжет
Повествование в фильме ведётся из более позднего времени, от лица Луи Огюста де Бретейля, который был министром королевского двора Франции с 1783 по 1788 год. «Наполеон писал, что военные ошибки и неразрешимые внутренние противоречия распалили огонь Французской революции, но толчком к ней стал курьёзный дворцовый скандал, в котором были замешаны члены королевской семьи, женщина, лишённая благородной фамилии, и самое великолепное бриллиантовое ожерелье в Европе. Эту одиозную интригу окрестили „историей с ожерельем“».
1786 год. Франция. Время царствования Бурбона Людовика XVI и его супруги Марии-Антуанетты. В Париже судят авантюристку Жанну ля Мотт, урождённую Жанну де Сен-Реми де Валуа, которая сумела обмануть самых высокопоставленных лиц Франции. Но история этого обмана началась далеко не сейчас. Причины ненависти Жанны ля Мотт к французскому королевскому дому уходят в прошлое. Получив слово, Жанна вспоминает своё детство…
1767 год. Семейное поместье потомков бывшего, но отстранённого от управления королевского рода Валуа. Девочка Жанна становится свидетельницей жестокого нападения военных правящей королевской династии Бурбонов на свой дом и своего отца, который был защитником простого народа и символом сопротивления правящему королевскому дому. Военные расправляются с отцом Жанны, а королевские бюрократы отбирают у семейства их имение и все наследственные права.
1784 год. Выросшая и повзрослевшая Жанна вышла замуж и теперь носит фамилию мужа — «ля Мотт». Однако она пытается любыми способами добиться расположения королевы Марии-Антуанетты, в надежде, что та сжалится и вернёт семье Жанны все наследственные права рода Валуа. Но все её попытки терпят фиаско. Муж Жанны — Николя де ля Мотт также ничем не может ей помочь, тогда она заводит себе любовника из высшего света — Рето де Вилетта, который помогает ей стать вхожей в развращённое и лицемерное парижское высшее общество.
Жанна задумала обманом завладеть дорогим ожерельем, когда-то изготовленным для бывшей любовницы прежнего короля Людовика XV. Но поскольку король умер и любовницу изгнали со двора, ожерелье осталось нереализованным. Жанна ля Мотт, представляя себя близкой подругой теперешней королевы Марии-Антуанетты перед кардиналом де Роганом, устраивает свидания между кардиналом и королевой. Однако роль королевы во время свиданий играла другая женщина. Поэтому кардинал ничего не заподозрил, когда «королева» обратилась к нему с просьбой приобрести ожерелье в долг. От имени Марии-Антуанетты кардиналу вручили поддельные заёмные письма…

## В ролях
| Актёр              | Роль                                                  |
| ------------------ | ----------------------------------------------------- |
| Брайан Кокс        | министр двора де Бретейль рассказчик                  |
| Хилари Суонк       | Жанна ля Мотт (де Сен-Реми де Валуа)                  |
| Джонатан Прайс     | кардинал де Роган                                     |
| Кристофер Уокен    | граф Калиостро                                        |
| Саймон Бейкер      | Рето де Виллет (англ. Rétaux de Villette)             |
| Эдриан Броуди      | Николя де ля Мотт (англ. Nicholas de la Motte)        |
| Джоэли Ричардсон   | королева Мария-Антуанетта                             |
| Симон Шеклтон      | король Людовик XVI                                    |
| Hermione Gulliford | актриса Николь ле Ге «Олива» (Nicole le Guay d'Oliva) |
| Paul Brooke        | ювелир Бемер (Charles Auguste Bœhmer)                 |
| Peter Eyre         | ювелир Бассанж (Paul Bassange)                        |
| Helen Masters      | фрейлина Жанна-Луиза Кампан                           |
| Stephen Noonan     | Камиль Демулен                                        |
| Michel D'Oz        | маркиз де Фавра                                       |
| Виктория Шале      | служанка королевы Коллин                              |

## Съёмочная группа
- Режиссёр: Чарльз Шайер
- Продюсеры: Стэйси Аттанасио, Кира Дэвис, Найджел Голдсак
- Сценарист: Джон Свит
- Оператор: Эшли Роу
- Композитор: Дэвид Ньюман
- Художник по костюмам: Милена Канонеро

## Награды
- Номинация на «Оскар».